# Ancient Tribe
Ancient Tribe var et nordjysk rockband, oprindeligt fra Aars, men flyttede til Klarup. Her lejede bandet et hus som de boede i og brugte som øvelokale. Bandet vandt DM i Rock i 1991, foran bland andet Dizzy Miss Lizzy.